# Vasyl' Hrycuk
Vasyl' Vasyl'ovyč Hrycuk (in ucraino Василь Васильович Гріцук?; Kryvyj Rih, 21 novembre 1987) è un ex calciatore ucraino, di ruolo centrocampista.

## Carriera
Ha giocato nella prima divisione ucraina.

## Palmarès

### Club

#### Competizioni nazionali
- Perša Liha: 1

Polіssja Žytomyr: 2022-2023